# Nostoc punctiforme
Nostoc punctiforme je druh vláknitých sinic z rodu Nostoc.

## Popis
Tento druh má genom velký 8,9 Mb, tvoří heterocyty (je schopný fixace dusíku) a také akinety. Také je schopen transformovat se v hormogonie. Tvoří symbiotické svazky s některými houbami (mnohé lišejníky), s mechorosty, nahosemennými i krytosemennými rostlinami.